# Plasticos Lodela S.A.

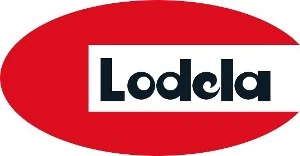
Logotipo de la empresa mexicana Lodela, hacia 1957.

Plasticos Lodela S.A. fue una empresa mexicana de modelos a escala plástica y juguetes fundada el 17 de agosto de 1957 por Apolo López de Lara. El nombre de la empresa era una contracción de su apellido. Fabricaba los modelos de plástico de la marca Revell y adjuntaba, además de su cemento plástico, una pequeña línea de pinturas para el modelado. En 1975 Lodela comenzó a fabricar los juguetes en miniatura de la marca Cox para motores de combustión interna, principalmente volando aviones modelo Control Line, pero también algunos coches y helicópteros. Desde mediados de la década de 1980 emitió también los modelos Airfix y Heller SA. Algunos kits de modelos incluían marcas mexicanas originales de Lodela.
Particularmente conocido por fabricar modelos de aviones comerciales a escala 1:144, Lodela produjo modelos de aviones para compañías aéreas latinoamericanas como Viasa, Aerolíneas Argentinas, Aeroperú, Aeroméxico, Mexicana y otras. También produjo kits de modelos para Delta, Eastern, Lufthansa, KLM, Air France y otras aerolíneas no latinas. También eran conocida por sus populares modelos de aviones de guerra a escala 1/72 de la Segunda Guerra Mundial y algunos de la Primera Guerra Mundial. Así mismo dentro de la serie de la Segunda Guerra Mundial fabrico modelos de acorazados, tanques, etc.
Durante la década de 1980, Lodela también tuvo un contrato publicitario con la marca estadounidense de refrescos Orange Crush, lanzando algunos modelos de automóviles y camiones de carga con el logotipo del refresco en sus cajas de modelos. Posteriormente hizo lo mismo con otras marcas comerciales.
Para 1990, Lodela comienza a vender aviones que marcan un interés particular en México, no sólo aviones de combate de la Fuerza Aérea Mexicana (FAM), el F-5E Tiger III, los Boeing 737 y algunos otros de combate así como de la aviación comercial; los Boeing 727 de Mexicana de Aviación, Boeing 757 y otras aerolíneas, como los Boeing 727 de Aviacsa, Aeroméxico con los DC-10 y los McDonell Douglas DC-9-32, TAESA, y los 747 de PanAm, Swiss, KLM, etc.

## Problemas legales y financieros
Entre 2004 y 2012 fue demandada ante tribunales por el Banco Nacional de México.